# Thomas E. Mann
Thomas E. Mann (10 de septiembre de 1944) es un autor y politólogo que trabaja para la Institución Brookings. Sus principales trabajos y conferencias son sobre las elecciones en los Estados Unidos, especialmente en las reformas en el aspecto financiero de estas campañas. En The Rise and Fall of the Media Establishment, Darrell West lo nombra a Mann como "The king of the pundits" ("el Rey de los Expertos"), por sus frecuentes apariciones en la CNN y en periódicos destacados como Washington Post.
Nacido en Milwaukee, Wisconsin, asistió a la Universidad de Florida, donde en 1966 recibió un B.A. en ciencias políticas, para después recibir un M.A. (1968) y un Ph.D. (1977) en la Universidad de Míchigan. Luego, trabajó como ayudante en las oficinas del senador Philip A. Hart y representante de James G. O'Hara.

## Obra

### Algunas publicaciones
- Unsafe at Any Margin: Interpreting Congressional Elections (1978)
- Media Polls in American Politics, coeditor con Gary R. Orren (1992)
- Renewing Congress, con Norman J. Ornstein (1992, 1993)
- Values and Public Policy, coeditor con Henry J. Aaron and Timothy Taylor (1994)
- Congress, the Press, and the Public, coeditor con Norman J. Ornstein (1994)
- Intensive Care: How Congress Shapes Health Policy, coeditor con Norman J. Ornstein (1995)
- Campaign Finance Reform: A Sourcebook, con Anthony Corrado, Daniel Ortiz, Trevor Potter, y Frank J. Sorauf, eds. (1997)
- Vital Statistics on Congress, 1999-2000, con Norman J. Ornstein y Michael Malbin (1999)
- The Permanent Campaign and Its Future, coeditor con Norman J. Ornstein (2000)
- Governance for a New Century: Japanese Challenges, American Experience, coeditor con Sasaki Takeshi
- Vital Statistics on Congress, con Norman J. Ornstein y Michael J. Malbin (2002)
- Inside the Campaign Finance Battle: Court Testimony on the New Reforms, coeditor con Anthony Corrado and Trevor Potter (2003)
- The New Campaign Finance Sourcebook, coeditor con Anthony Corrado, Daniel Ortiz, y Trevor Potter (2003)